# 澎湖棕熊
澎湖棕熊（學名：Ursus arctos penghuensis）是棕熊已滅絕的一個亞種，更新世時生活歐亞大陸上。其化石發現於澎湖水道，僅發現一件下頜骨化石（NMNS006391-F051712），但其在體型上比目前已知的棕熊的最大亞種（包含化石）還要大，因此被鑑定為新亞種。

## 發現
1997年澎湖水道打撈到的一件下頜骨化石標本（NMNS006391-F051712）被何傳坤等人鑑定為棕熊，在2023年時古生物學家楊子睿將其鑑定為新亞種。